# Beautiful (песня Эйкона)
«Beautiful» — третий сингл с третьего студийного альбома Эйкона «Freedom». В песне звучат вокал американского поп-певца Колби О’Дониса и рэп-куплет канадского рэпера Kardinal Offishall. «Beautiful» был выпущен на радио 6 января 2009 года. Песня также была выпущена в трёх других международных версиях, с разными исполнителями, заменившими вокал Колби и рэп Kardinal: на португальском — бразильской певицей Негрой Ли, на голландском — голландским певцом Брейсом и на испанском — мексиканской певицей Дульсе Марией. Оригинальная версия достигла девятнадцатого места в Billboard Hot 100. За пределами Америки оригинальная версия достигла пика в первой десятке чартов в Израиле и Великобритании.

## Версии песни
Песня также была записана в трёх международных версиях: на португальском языке с бразильской певицей и актрисой Негрой Ли, на голландском языке с голландским певцом Брейсом и на испанском языке с мексиканской певицей, актрисой и автором песен Дульсе Марией. Рэп из оригинала был удалён, и вокал Колби О’Дониса также был удалён в пользу других певцов.
Испанская версия была впервые исполнена на мероприятии в Мексике 1 апреля 2009 года. На следующий день это просочилось в эфир и в Интернет. Португальская версия просочилась за 2 дня до этого.
Музыкальные клипы на португальском, голландском и испанском языках были выпущены на YouTube 2, 8 и 9 июня 2009 года соответственно.

## Треклист

### UK and Europe CD single
1. «Beautiful» (featuring Colby O’Donis and Kardinal Offishall) — 5:13
2. «I’m So Paid» (featuring Lil Wayne and Young Jeezy) — 4:29

### Brazil CD single
1. «Beautiful» (featuring Negra Li) — 4:07
2. «Beautiful» (featuring Negra Li) [Dance Mix] — 4:01

### Mexico CD single
1. «Beautiful» (featuring Dulce Maria) — 4:06

### Korea CD single
1. «Beautiful» (featuring BoA) — 4:06